# Công nghệ thực phẩm

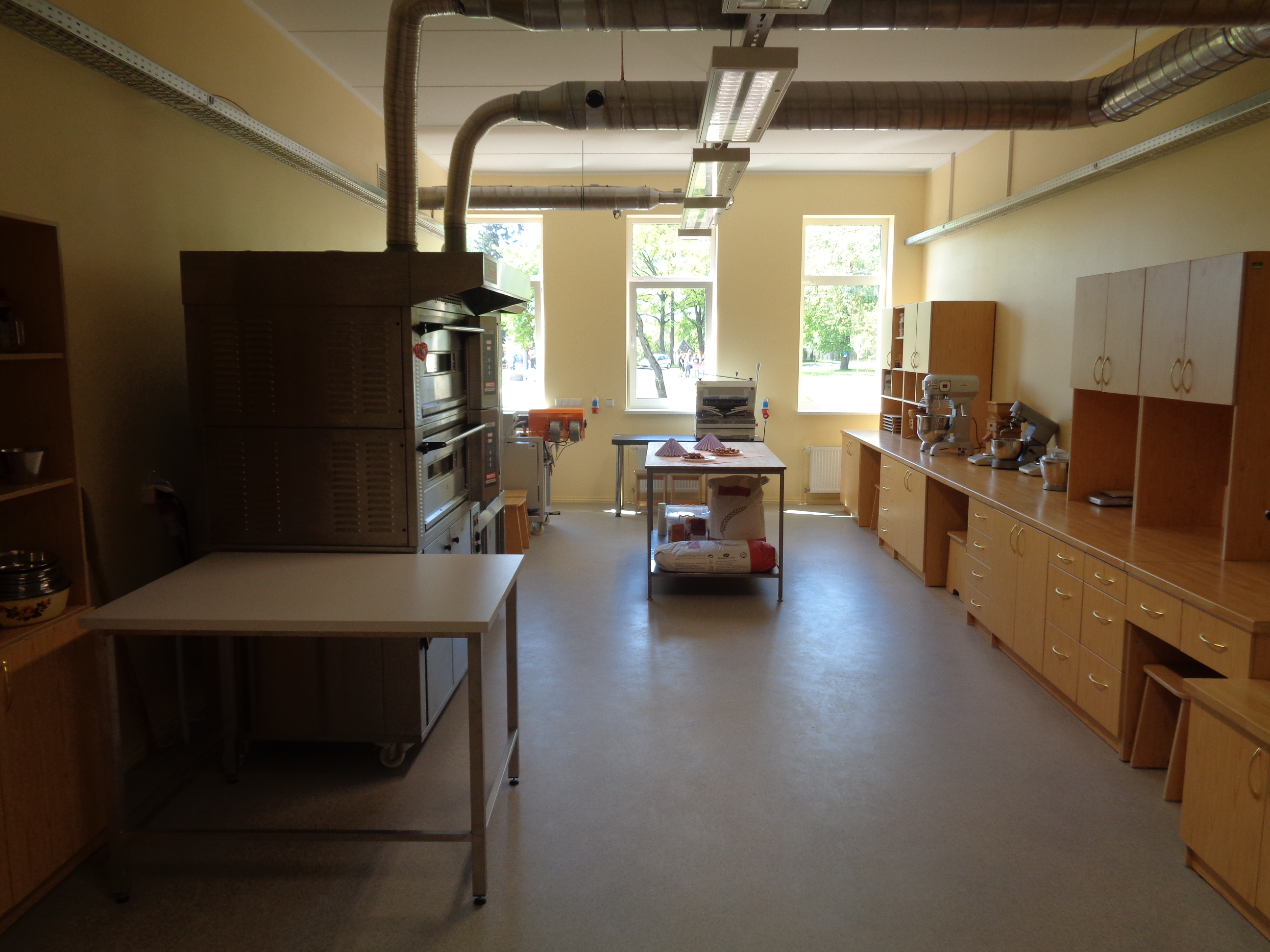
Lò nướng bánh tại Khoa Công nghệ Thực phẩm, Đại học Khoa học và Công nghệ Đời sống Latvia

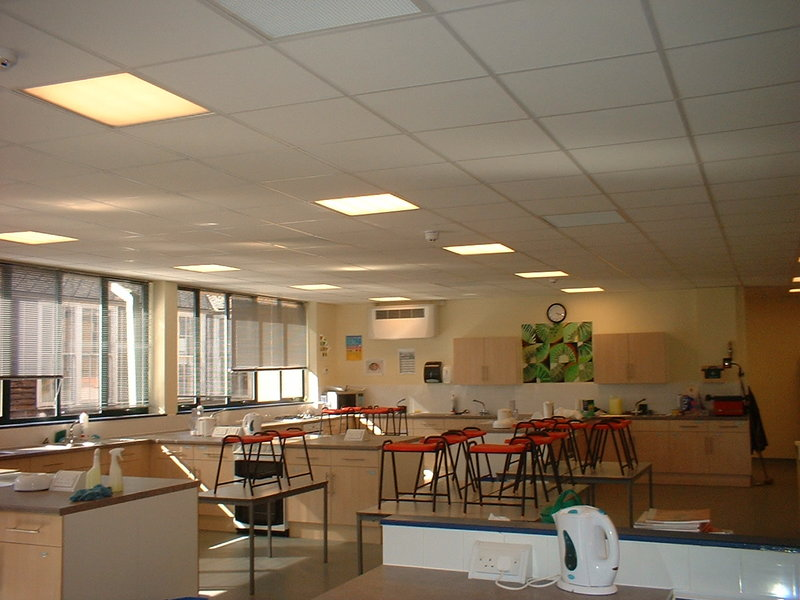
Phòng công nghệ thực phẩm tại trường Marling ở Stroud, Gloucestershire

Công nghệ thực phẩm là một nhánh của khoa học thực phẩm liên quan đến các quy trình sản xuất làm ra thực phẩm.
Nghiên cứu khoa học ban đầu về công nghệ thực phẩm tập trung vào bảo quản thực phẩm. Nghiên cứu phát triển của Nicolas Appert vào năm 1810 về quá trình đóng hộp là một sự kiện quyết định. Quá trình không được gọi là đóng hộp tại thời điểm đó và Appert không thực sự biết nguyên tắc mà quy trình của mình hoạt động như thế nào, nhưng đóng hộp có ảnh hưởng lớn đến kỹ thuật bảo quản thực phẩm.
Nghiên cứu của Louis Pasteur về sự hư thối của rượu vang và mô tả của ông về cách tránh việc này vào năm 1864 là một nỗ lực ban đầu để áp dụng kiến thức khoa học vào xử lý thực phẩm. Bên cạnh nghiên cứu về hư thối rượu vang, Pasteur còn nghiên cứu sản xuất rượu, giấm, rượu vang và bia, và sự chua của sữa. Ông đã phát triển quá trình tiệt trùng sữa và chế biến sữa để tiêu diệt thực phẩm và sinh vật gây bệnh. Trong nghiên cứu về công nghệ thực phẩm, Pasteur trở thành người tiên phong trong lĩnh vực vi khuẩn học và y học dự phòng hiện đại.